# Alex Honnold
Alex Honnold (Sacramento, 17 agosto 1985) è un arrampicatore e alpinista statunitense.

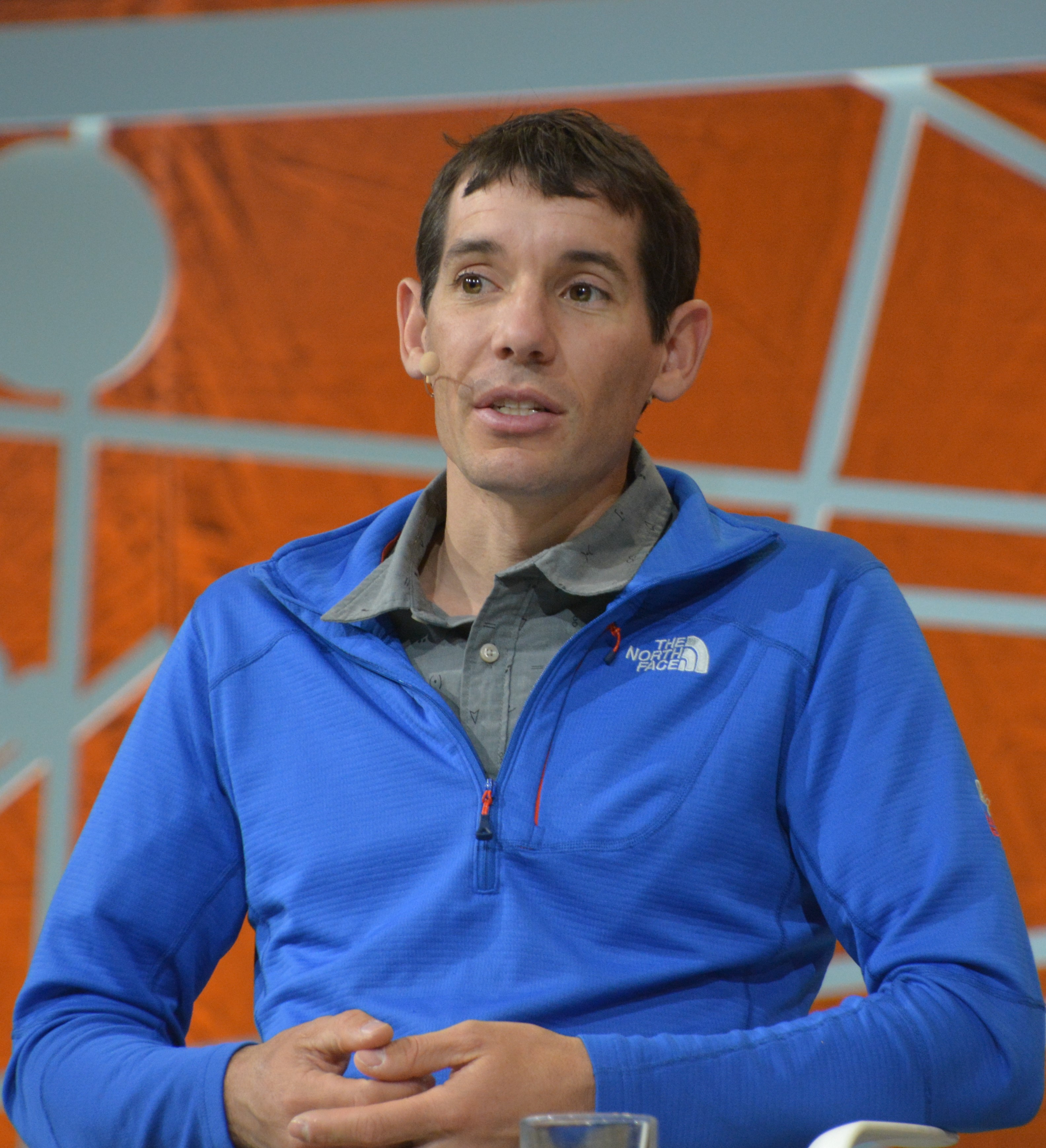
Alex Honnold, 2019

È noto per la pratica del free solo e dell'arrampicata di velocità. Ha stabilito numerosi record di velocità sulle pareti del Parco nazionale di Yosemite. Il 3 giugno 2017 ha risalito in free solo (arrampicata senza corda di assicurazione) la salita attraverso la via Freerider (5.12d VI) sulla parete di El Capitan. Ha compiuto il percorso di 900 metri in 3h:56m.
Detiene il record di salita della via The Nose su El Capitan, stabilito insieme a Tommy Caldwell salendo la via in 1:58:07 nel mese di giugno del 2018. Ha inoltre salito in libera la via Salathé Wall, sempre su El Capitan (monte), in 8h:30, e salito in solitaria la via The Nose in 5h:49. Nel 2015 ha ricevuto il Piolet d'Or per aver effettuato, assieme a Tommy Caldwell, la prima traversata integrale del Fitz Roy in Patagonia. Nel 2018 ha ricevuto per la seconda volta il Piolet d'Or per quanto fatto durante l'anno 2017 come menzione speciale. Una delle sue grandi imprese non in free solo fu di scalare le pareti marocchine Babel (800m 7c+), L'Axe Du Mal (500m 7c+) e Les Rivieres Pourpres (500m 7b+ che avrebbe successivamente scalata in free solo come allenamento per Freerider) tutte e tre in giornata.

## Biografia
Honnold nasce a Sacramento in California e si diploma alla Mira Loma High School. Inizia ad arrampicare all'età di 11 anni. A 18 abbandona l'Università UC Berkeley, dove studiava ingegneria, per dedicare tutto il suo tempo all'arrampicata. Quando non scala si dedica alla corsa o all'escursionismo per mantenersi in forma. Honnold vive in un furgone spendendo meno di mille dollari al mese, questo gli permette di seguire il clima favorevole e scalare più tempo possibile.
Honnold preferisce scalare su grandi pareti e l'arrampicata sportiva, sebbene con la sua carriera abbia mostrato di apprezzare qualsiasi salita che richieda un impegno estremo. Lo Yosemite è la sua area preferita per il clima mite e per le sue pareti impressionanti. Honnold è ispirato da arrampicatori molto noti come Peter Croft, John Bachar e Tommy Caldwell nonché dalla nuda e semplice bellezza delle pareti di El Capitan.
Nel 2010 ad Honnold viene assegnato il “Golden Piton” per i suoi successi in arrampicata. La giornalista Lara Logan intervista Honnold per un programma della CBS 60 Minutes andato in onda il 2 ottobre 2011. Nel novembre 2011 Honnold e Hans Florine non riescono a battere il record mondiale di velocità sulla via del Nose nello Yosemite per 45 secondi con un tempo di 2:37.

## Vita privata
Appassionato di letteratura, si è descritto come un ateo militante.
Il 14 Settembre del 2020 Honnold ha sposato Sanni McCandless da cui un anno dopo aspetta il suo primo figlio.Il 17 febbraio 2022 alle ore 22:30 nasce June J Honnold.

## Ascensioni più importanti
- Freerider nella Yosemite Valley in un giorno nel maggio 2007 quando aveva 21 anni[12]
- Bushido and Hong Kong Phooey, nello Utah, tra il 9 e l'11 marzo 2008[13]
- Free solo della via Heaven (7c) e della via Cosmic Debris (8a) nello Yosemite[14]
- Ripetizione dello Highball Boulder di Kevin Jorgeson Ambrosia (V11) a Bishop in California[15]
- Salita in Free solo della via The Phoenix, il primo 7c+ degli Stati Uniti[16]
- Salita in free solo delle vie Astroman e Rostrum nello Yosemite in un solo giorno nel settembre 2007; è stato la seconda persona al mondo dopo Peter Croft (1987)[17]
- Salita in Free solo della via Zion's Moonlight Buttress il primo aprile 2008[18]
- Salita in Free solo della via Regular Northwest Face dell'Half Dome il 6 settembre 2008[19]
- Ripete le vie Parthian Shot, New Statesman, Meshuga (in free solo), scala a vista la via Gaia (successivamente la ripeterà in solitaria) e una salita a vista in free solo della via London Wall durante un viaggio in Inghilterra alla fine del 2008[20]
- Concatenamento in giornata, nel luglio 2010 assieme a Sean Leary, delle vie The Nose, Salathé e Lurking Fear su El Capitan[21]
- Concatenamento in libera e in giornata, con Tommy Caldwell nel maggio 2012, del Mount Watkins, dell'El Capitan (Freerider) e dello Half Dome (Regular Northwest Face), incontrando difficoltà di 7c+ e impiegando 21 ore e 15 minuti[22]
- Record di velocità nella salita della via alpinistica Excalibur (5.10+/A3), su El Capitan, nello Yosemite National Park, scalata in 16 ore e 10 minuti, assieme a David Allfrey il 9 novembre 2013[23]
- Free solo della via El Sendero Luminoso (7b+, 500 m), Messico, il 14 gennaio 2014, impiegando due ore[24]
- Prima traversata integrale del gruppo del Fitz Roy con Tommy Caldwell, dal 12 al 16 febbraio 2014, salita per la quale nel 2015 riceve il Piolet d'Or[3][25][26]
- Prima traversata in giornata del gruppo del Cerro Torre con Colin Haley, il 31 gennaio 2016, impiegando 20 ore e 40 minuti dall'inizio delle difficoltà (colle Standhardt) alla cima del Cerro Torre[27]
- Free solo della via Freerider (7c,1000 m) nella Yosemite Valley, il 3 giugno 2017 [28]
- Seconda ripetizione della via El Nino (8a+, 800 m) tramite la variante Pineapple Express con Brad Gobright.[29]